# Dyngjujökull
Dyngjujökull är en glaciär i republiken Island. Den ligger i regionen Norðurland eystra, i den centrala delen av landet. Glaciären ligger väster om Kverkfjöll och öster om Bárðarbunga över en bredd av cirka 40 kilometer. Jökulsá á Fjöllum rinner från den öster om det 1 446 meter höga berget Kistufell. Glaciärtungan når en höjd av mer än 1300 meter.
Den 23 augusti 2014 antog man först att ett litet vulkanutbrott hade inträffat under Dyngjujökull. Detta föregicks av många jordbävningar sedan den 16 augusti 2014, först vid Bárðarbunga, och senare även i Kistufell-området. Den isländska regeringen stängde då luftrummet över glaciären och utfärdade en varning till flygtrafiken. Islands flygplatser förblev dock till en början öppna. De seismiska aktiviteterna väckte också stor uppmärksamhet eftersom minnet av Eyjafjallajökulls utbrott 2010, som allvarligt störde den europeiska flygtrafiken, fortfarande fanns kvar. Den 24 augusti fastställdes att det misstänkta subglaciala utbrottet inte hade inträffat. Den starka lågfrekventa seismiska signalen som observerades måste bero på andra orsaker. Flygtrafikvarningsnivån sänktes från "röd" till "orange". Natten mellan den 28 och 29 augusti trängde lava upp längs en cirka 300 meter lång spricka i Holuhrauns lavafält norr om Dyngjujökull. Beredskapsnivån i regionen höjdes sedan till "röd". Internationell flygtrafik påverkas inte. Utbrotten varade cirka ett halvt år och upphörde på våren 2015.